# 스모킹 건

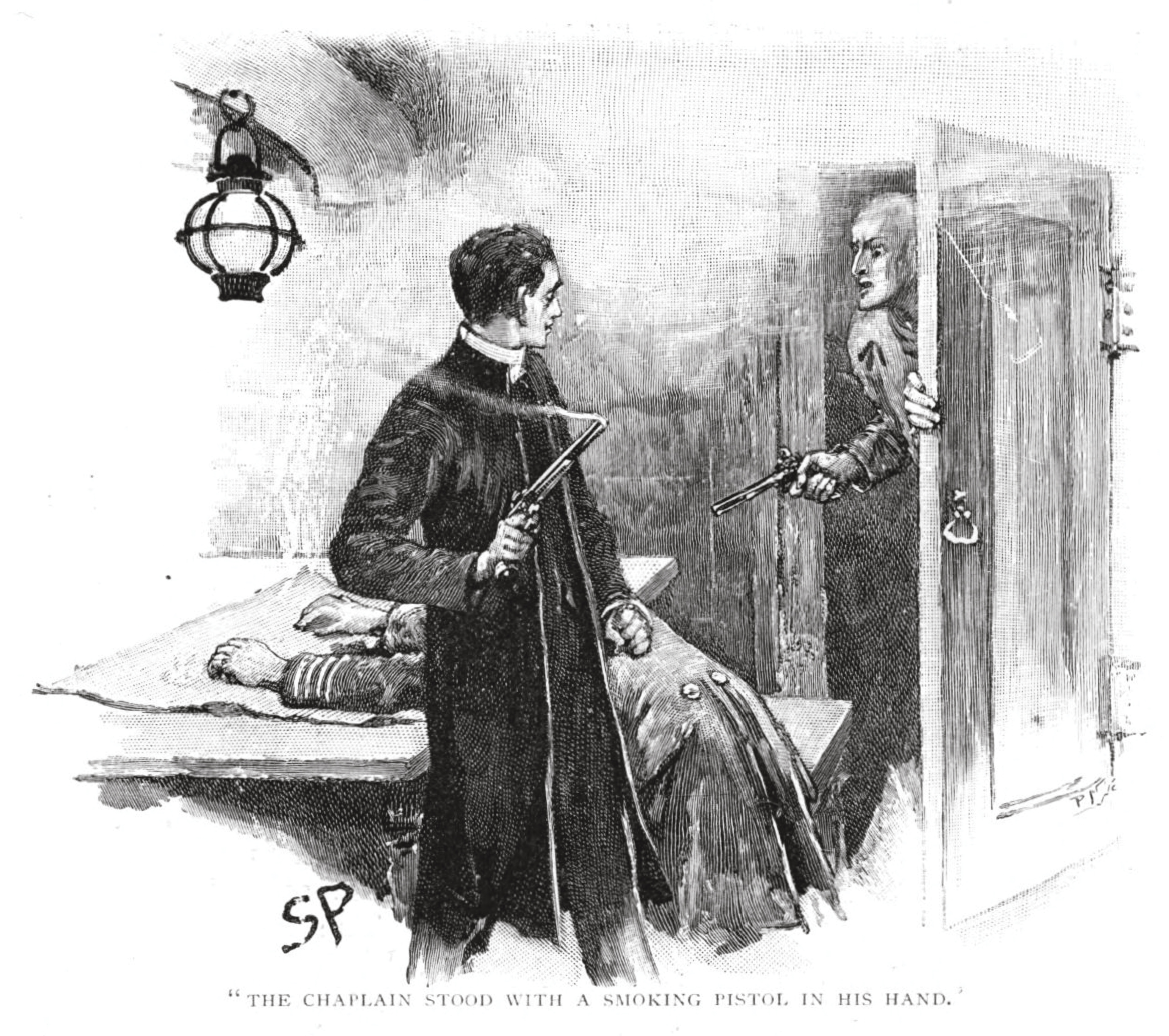

스모킹 건(smoking gun)이란 직역하면 "연기 나는 총"이란 뜻으로 범죄 또는 사건 등을 해결하는 데 사용되는 결정적이고 확실한 증거를 일컫는 말이다. 탄환이 발사된 총구에서 연기가 피어오르는 장면을 포착하는 순간, 총을 들고 있는 사람이 살해범으로 확실시되기 때문이다.

## 어원
스모킹 건이라는 말은 아서 코난 도일이 쓴 소설인 셜록 홈즈 시리즈 〈글로리아 스콧 호〉(The Adventure of the Gloria Scott, 1893년 작)에 기원을 둔다. 이 작품에서는 ‘스모킹 건’(Smoking Gun)이라는 표현 대신 ‘연기가 피어오르는 권총’(smoking pistol)이라는 표현이 사용되었는데, 그 말이 후에 ‘스모킹 건’으로 바뀌어 널리 사용되고 있다.

## 대표적인 용례
- 미국 닉슨 대통령의 탄핵 소추가 진행 중이던 1974년 7월 14일 뉴욕타임스에 실린 로저 윌킨스(Roger Wilkins)의 글에서 스모킹 건이라는 말이 처음 등장하였다. 워터게이트 사건에 관한 그 글에서 로저 윌킨스는 당시 사건을 조사하던 미 하원 사법위원회의 최대 관심사가 '결정적 증거 확보'에 있었다는 이야기를 하면서 “Where’s the smoking gun?”이라는 표현을 사용하였다.[4]
- 그로부터 약 한 달 뒤인 1974년 8월 5일에 열린 미 하원 사법위원회에서 뉴욕주 하원의원 바버 코너블(Barber Conable)이, 닉슨 대통령과 수석보좌관 홀더먼(H.R. Holdeman)[5] 사이에 오간 대화가 담긴 녹음 테이프를 가리켜 ‘스모킹 건’이라는 말을 쓰면서, ‘스모킹 건 테이프’라는 말이 생겨났다.
- 한편 도널드 트럼프가 'smocking gun(다리미 총)'이라 오타를 낸 채 올린 트윗이 일파만파 퍼져서 인터넷 밈이 되기도 하였다.[6]

## 파생된 의미
스모킹 건이라는 말은 범죄 혐의를 입증하는 직접적이고 확실한 증거라는 의미 외에, 가설을 증명해 주는 과학적인 근거라는 뜻으로도 쓰인다.

## 같이 보기
- 체홉스 건(영어판)